# Hyporthodus acanthistius
Hyporthodus acanthistius là một loài cá biển thuộc chi Hyporthodus trong họ Cá mú. Loài này được mô tả lần đầu tiên vào năm 1892. Loài này trước đây được đặt trong chi Epinephelus.

## Phân bố và môi trường sống
H. acanthistius có phạm vi phân bố rộng rãi ở Đông Thái Bình Dương. Loài này được tìm thấy từ khắp bán đảo Baja California và khắp vịnh California, dọc theo bờ biển Trung Mỹ và Nam Mỹ đến miền trung Peru. H. acanthistius sống xung quanh các rạn san hô ở độ sâu khoảng từ 45 đến 90 m.
H. acanthistius bị đánh bắt quá mức ở hầu hết phạm vi phân bố của loài này. Số lượng của chúng đã bị suy giảm khoảng từ 50 đến 90% ở Colombia và Mexico, cộng thêm việc H. acanthistius có tuổi trưởng thành tình dục khá trễ (8 năm tuổi) và sinh sản theo đàn. Vì lý do đó mà H. acanthistius được xếp vào Loài sắp nguy cấp.

## Mô tả
H. acanthistius trưởng thành có chiều dài cơ thể lớn nhất đo được là 130 cm; tuổi thọ trung bình là 28 năm. Đầu và thân của cá trưởng thành có màu nâu đến màu đỏ sẫm; vây có màu nâu sẫm. Có vệt đen như ria mép ở phía trên hàm trên. Đuôi bo tròn. Cá con có màu nâu sẫm những đốm màu xanh lam trên cơ thể. Đầu có các vệt sọc từ sau mắt xuống mang. Cũng có "ria mép đen" ở phía trên hàm trên như cá trưởng thành.
Số gai ở vây lưng: 9; Số tia vây mềm ở vây lưng: 17; Số gai ở vây hậu môn: 3; Số tia vây mềm ở vây hậu môn: 9; Số tia vây mềm ở vây ngực: 18 - 19; Số vảy đường bên: 61 - 64; Số lược mang: 25 - 27.